# Alter Hof
Alter Hof (pol. Stary Dwór) – zespół średniowiecznych budowli w Monachium w Niemczech, będących pozostałością po pierwszej rezydencji książąt Bawarii, a następnie cesarzy rzymskich.

## Historia
Prace archeologiczne prowadzone na terenie Starego Dworu wykazały w tym miejscu ciągłość zabudowy od XII wieku. Po pierwszym podziale Bawarii w 1255 zamek, usytuowany w północno-wschodniej części ówczesnego miasta, został siedzibą księcia Górnej Bawarii Ludwika II Bawarskiego. Za czasów jego syna, Ludwika IV Bawarskiego dzisiejszy Alter Hof stał się pierwszą stałą siedzibą cesarza. W latach 50. XX wieku został odbudowany po zniszczeniach II wojny światowej.  W latach 2003–2008 odbudowano skrzydło Lorenzistock według projektu Petera Kulka.

## Opis
Zespół składa się obecnie z pięciu budowli, zwanych: Burgstock, Zwingerstock, Lorenzistock, Pfisterstock i Brunnenstock. Położona w północnej części kompleksu kaplica pod wezwaniem św. Wawrzyńca (niem. Lorenzikapelle), zburzona w XIX wieku, była przez pewien okres miejscem przechowywania cesarskich insygni koronnych. Wkrótce Stary Dwór okazał się zespołem zbyt trudnym do obrony i po kilkukrotnym zajęciu go przez wrogów Wittelsbachowie przenieśli się na początku XV wieku do budowanej od podstaw nowej rezydencji.

## Muzeum
W skrzydle Burgstock znajduje się muzeum miejskie i punkt informacji turystycznej.